# Zhaixu
Zhaixu (kinesiska: 寨圩镇, 寨圩) är en köping i Kina. Den ligger i den autonoma regionen Guangxi, i den södra delen av landet, omkring 140 kilometer öster om regionhuvudstaden Nanning. Antalet invånare är 66071. Befolkningen består av 31 303 kvinnor och 34 768 män. Barn under 15 år utgör 26,0 %, vuxna 15-64 år 64 %, och äldre över 65 år 8,0 %.
Genomsnittlig årsnederbörd är 2 256 millimeter. Den regnigaste månaden är juli, med i genomsnitt 350 mm nederbörd, och den torraste är februari, med 47 mm nederbörd.